# Шаравын Пурэвжав
Шаравын Пурэвжав (монг. Шаравын Пүрэвжав, род. 1927, Булган, аймак Дорнод) — монгольский шахматист.
Учитель математики.
Научился играть в шахматы в возрасте 20 лет. Входил в число сильнейших шахматистов Монголии 1950—1960-х гг.
Чемпион Монголии 1962 г.
В составе сборной Монголии участник четырех шахматных олимпиад (1962, 1964, 1968 и 1974 гг.; в 1962 г. выступал на 1-й доске), командного чемпионата мира среди студентов 1958 г. Также в составе монгольской сборной участвовал в традиционных матчах со сборной Иркутской области.
Занимал пост государственного тренера по шахматам МНР.

## Спортивные результаты
| Год  | Город     | Соревнование                                                           | + | − | = | Результат | Место |
| ---- | --------- | ---------------------------------------------------------------------- | - | - | - | --------- | ----- |
| 1958 | Варна     | Командный чемпионат мира среди студентов (сборная Монголии, 4-я доска) | 2 | 3 | 2 | 3 из 7    |       |
| 1962 |           | Чемпионат Монголии                                                     |   |   |   |           | 1     |
|      | Варна     | XV Олимпиада (сборная Монголии, 1-я доска)                             | 3 | 7 | 7 | 6½ из 17  |       |
| 1964 | Тель-Авив | XVI Олимпиада (сборная Монголии, 3-я доска)                            | 2 | 6 | 2 | 3 из 10   |       |
| 1968 | Лугано    | XVII Олимпиада (сборная Монголии, 2-й запасной)                        | 1 | 2 | 3 | 2½ из 6   |       |
| 1974 | Ницца     | XXI Олимпиада (сборная Монголии, 2-й запасной)                         |   |   |   |           |       |